# 岑之敬
岑之敬（しん しけい、519年 - 579年）は、南朝梁から陳にかけての学者・官僚。字は思礼。本貫は南陽郡棘陽県。

## 経歴
梁の呉寧県令・司義郎の岑善紆の子として生まれた。5歳のとき、『孝経』を読むたびに焼香して正座していたため、親戚たちを驚かせた。16歳のとき、『春秋左氏伝』と『孝経』についての試験を受けて、高い成績で合格した。梁の武帝に召し出されて質問を受けると、流暢に応答して感心され、童子奉車郎となった。18歳のとき、重雲殿の法会に参加して、武帝の目にとまり、その日のうちに太学限内博士に任じられた。まもなく寿光学士・司義郎となり、ついで武陵王安西府刑獄参軍事に任じられた。太清元年（547年）、官吏として任用するよう請願して、南沙県令に任じられた。
侯景の乱が起こると、之敬は部下を率いて建康の援軍におもむいた。郡の境まで進んで、台城の陥落を聞くと、郷里に帰った。承聖2年（553年）、晋安王宣恵府中記室参軍に任じられた。元帝の命を受けて嶺南に拠る蕭勃を宣撫するためにおもむいたが、ちょうど江陵が西魏軍の侵攻によって陥落したため、広州にとどまった。太建2年（570年）、欧陽紇の乱が鎮圧されると、之敬は建康におもむき、東宮義省学士に任じられた。鄱陽王中衛府記室・鎮北府中録事参軍・南台治書侍御史・征南府諮議参軍を歴任した。
太建11年（579年）、死去した。享年は61。『文集』10巻があって、当時に通行した。
子の岑徳潤は、中軍呉興郡王記室となった。

## 伝記資料
- 『陳書』巻34 列伝第28
- 『南史』巻72 列伝第62